# Тхоревский, Игнатий Тимофеевич
Игнатий Тимофеевич Тхоревский (1902—1975) — разработчик пироксилинового пороха и машин для его производства, лауреат Сталинской премии 1951 года.
С 1930-х по 1960-е годы работал в организации, которая в разное время называлась проектный институт военно-химической промышленности «Гипроспецхим», ГСПИ-6 , 6-й Государственный проектный институт (Москва). Начальник отдела.
Вместе с Н. П. Лавреневым разработал аппарат Г-ЗФ, с помощью которого осуществляются три технологические операции: провяливание, вымачивание и сушка пороха.
Сконстуировал механические ленточно-бункерные агрегаты смешения (вместе с З. Е. Трелесником).
Сталинская премия 1951 года (в составе авторского коллектива) — за коренное улучшение технологии производства.
Похоронен на Востряковском (Центральном) кладбище.